# The Viking's Bride
Pour plus de détails, voir Fiche technique et Distribution.
The Viking's Bride (« La Mariée du Viking ») est un film britannique réalisé par Lewin Fitzhamon, sorti en 1907. 
Ce film muet en noir et blanc, réputé perdu, est l'un des premiers films à mettre en scène les Vikings.

## Synopsis
Des Vikings aident leur chef à sauver son épouse, retenue prisonnière par une tribu rivale.

## Fiche technique
- Titre original : The Viking's Bride
- Réalisation : Lewin Fitzhamon
- Scénario : Lewin Fitzhamon
- Société de production : Hepworth
- Producteur : Cecil M. Hepworth
- Pays d'origine :  Royaume-Uni
- Langue : anglais
- Format : Noir et blanc – 1,33:1 – 35 mm – Muet
- Genre : film d'aventure
- Longueur de pellicule : 122 m
- Année : 1907
- Dates de sortie :
  -  États-Unis : novembre 1907